# The Clemenceau Case
The Clemenceau Case é um filme mudo do gênero drama produzido nos Estados Unidos e lançado em 1915. Baseado no romance francês L'affaire Clémenceau, de Alexandre Dumas, filho.

## Elenco
- Theda Bara como Iza
- William E. Shay como Pierre Clemenceau
- Sra. Allen Walker como Marie Clemenceau
- Stuart Holmes como Constantin Ritz
- Jane Lee como Janet
- Saba Raleigh como Condessa Dobronowska (creditada como Sra. Cecil Raleigh)
- Frank Goldsmith como Duque Sergius

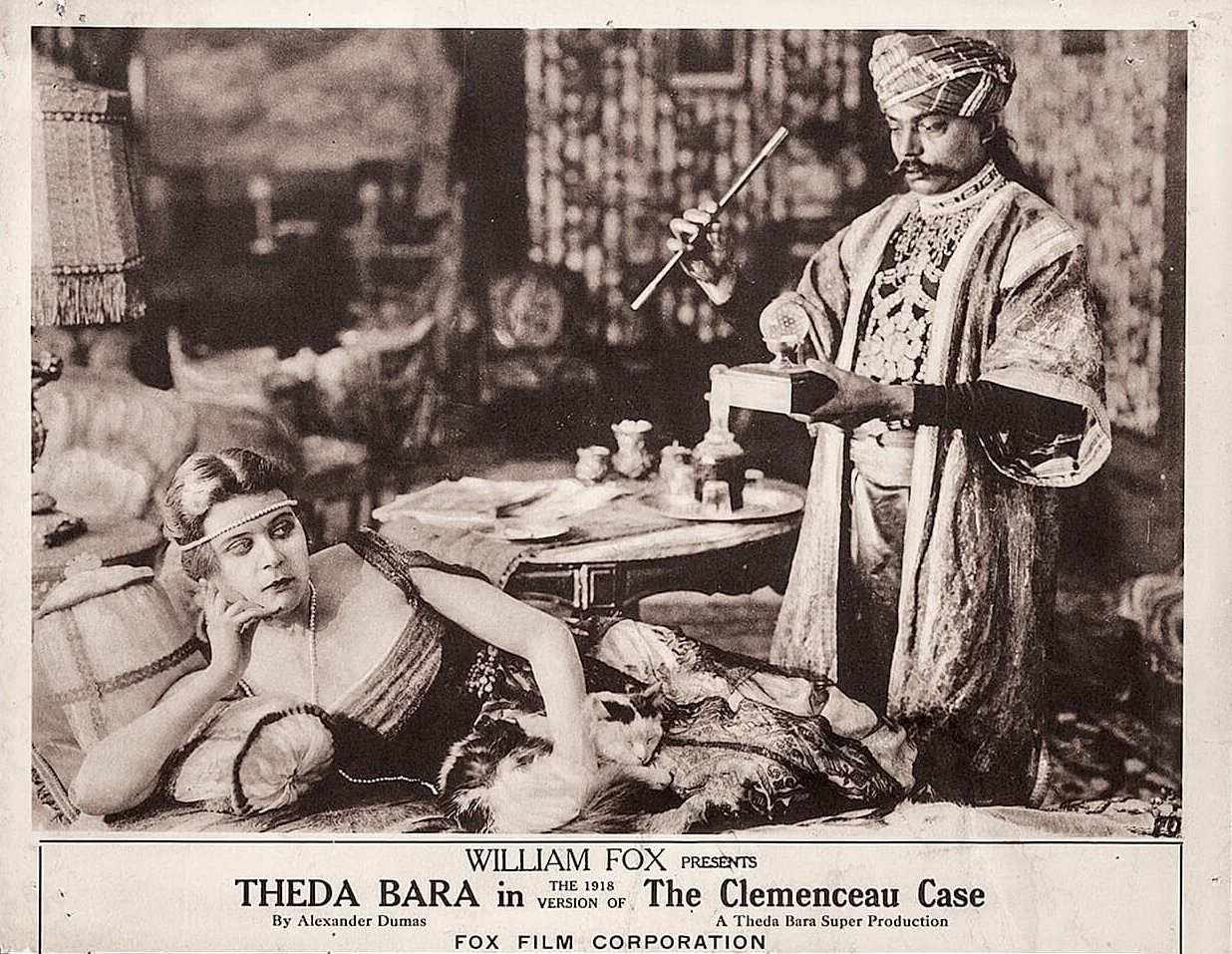
Cartão de entrada do filme dramático americano The Clemenceau Case (1915).

- Sidney Shields como Madame Ritz

## Recepção
Como muitos filmes americanos da época, The Clemenceau Case foi sujeito a cortes por órgãos de censura de filmes municipais e estaduais. Por exemplo, o Chicago Board of Censors para a reedição do filme em 1918 cortou, no Reel 4, duas cenas no quarto de Iza entre ela e Constantin, começando com ela trancando a porta, Reel 5, cena no sofá entre Iza e seu marido em que vestido cai de seu ombro, e a facada.

## Status de preservação
O filme atualmente é considerado um filme perdido.